# Fred Angermayer
Fred Antoine Angermayer (* 7. Dezember 1889 in Mauthausen, Österreich-Ungarn als Antonius Angermayer; † 17. Juli 1951 in Wien) war ein österreichisch-deutscher Schriftsteller, Dramatiker und Drehbuchautor.

## Leben
Er war der Sohn des Gastwirts Julius Angermayer und dessen Ehefrau Anna geborene Frank. Die Familie zog vermutlich über München nach Paris, wo er eine gymnasiale Ausbildung erfuhr, später kam wohl ein Aufenthalt in London hinzu. Dann nahm Fred Angermayer im österreichischen Heer am Ersten Weltkrieg teil. Aus dem Krieg zurückgekehrt, arbeitete er als Dramaturg in Brünn in der neu gegründeten Tschechoslowakei.
1921 wurde er freischaffender Schriftsteller, mit seinen Dramen stets den neuesten Moden folgend, und ließ er sich in Berlin-Charlottenburg nieder. Er war vor allem bis 1928 als Übersetzer aus dem Französischen und Englischen tätig, gründete aber auch 1924 das kurzlebige Das dramatische Theater. Angermayer war lediglich Dramaturg an diesem Theater und hat es verlassen, bevor Dieterle in Konkurs ging. Kaiser hatte als Person mit Dieterles Theater selbst nichts zu tun. Lediglich sein Stück „Gilles und Jeanne“ wurde zur Eröffnung gespielt. Von Angermayer wurde am Dramatischen Theater Komödie um Rosa aufgeführt mit Georg Kaiser und Wilhelm Dieterle.
Seine eigenen Stücke hatten ab 1928 zunehmend Erfolg und wurden auch im Ausland gespielt, Flieg', roter Adler von Tirol! soll nach Angaben des Autors an 600 Theatern aufgeführt worden sein. Mit Strich durch die Rechnung (1932) entstand eine Verfilmung einer seiner Komödien mit Heinz Rühmann.
Angermayer konnte sich allerdings offenbar mit dem Nationalsozialismus arrangieren. Von Joseph Goebbels wurde er in den Dichterkreis des Reichsbundes zur Förderung der Freilichtspiele berufen und erhielt die Goldene Dichternadel. Bis 1938 war er als Dramatiker unvermindert produktiv, dann könnte eine Erkrankung seine Publikationstätigkeit gebremst haben.
Nach dem Krieg ist Angermayer ab 1948 in Wien nachweisbar, wo er einige nicht aufgeführte Dramen schrieb und 1951 starb.
Er war Mitglied des Reichsverbandes Deutscher Schriftsteller und des PEN-Clubs.

## Werke (Auswahl)

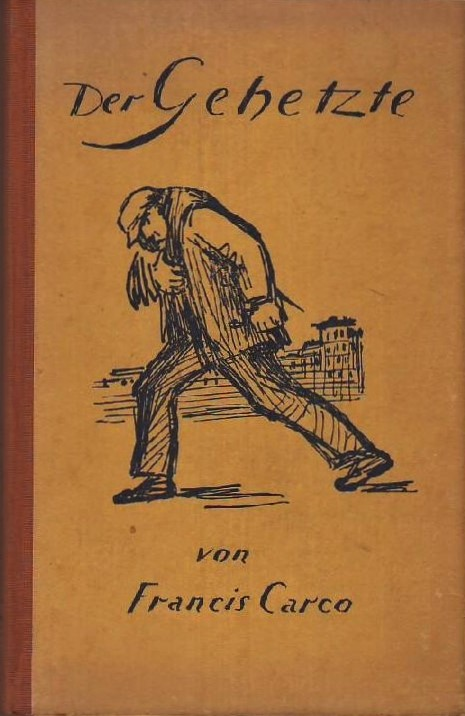
Von Fred Angermayer aus dem Französischen übersetztes Buch aus dem Jahre 1924

- Morgue. Tragödie, Leipzig, o. J. [1921].
- Raumsturz. Dramatische Vision, drei Akte, Dresden, 1922.
- Das Blut. Sonettenzyklus, 1923; Neuauflage 2017.
- Komödie um Rosa, drei Akte, 2. Aufl., Leipzig, 1924.
- Flieg', roter Adler von Tirol! Volksstück in drei Akten, Berlin, 1929.
- Achtung! : Parade!: Drama in drei Akten, Stuttgart und Berlin, Cotta, 1931.
- Das Wunderwasser. Ein lustiges Volksstück in drei Akten, München, Eher, 1933.
- Anna Kronthaler. Drama in drei Akten, Berlin, 1934
- Zillertal, du bist mei' Freud! Volksstück in drei Akten, Berlin, 1935.
- Andreas und sein Hund, Drama in drei Akten, 1936
- Tiroler Bergbauerngeschichten, Mühlhausen/Thüringen, 1938.

## Familie
Seit 1914 war er mit Olly (Olga) geborene Lutz verheiratet, der Tochter eines Handwerksmeisters.